# 기동무투전 G 건담
《기동무투전 G 건담》(일본어: 機動武闘伝Gガンダム, 영어: Mobile Fighter G Gundam)(약칭 G 건담)은 일본의 선라이즈가 제작한 1993년 텔레비전 애니메이션이다. 《건담》 프랜차이즈의 다섯 번째 본편 애니메이션이다.
《건담》 브랜드의 15주년 기념으로 제작된 애니메이션으로, 프랜차이즈의 쇠락하는 인기에 대한 반응으로 본편 시리즈에 해당하는 '우주세기'에서 벗어나 고유의 세계관의 이야기를 그린 리부트로서 제작됐다.

## 세계관

### 연력
먼저 우주세기가 U.C.라는 연력을 쓰듯이 G건담에도 독자적인 연력이 존재한다. F.C. 즉 Future Century의 약자로 '미래세기'라고 칭한다.

### 건담파이트
G건담의 주된 소재이다. 원작에서는 건담파이트는 실질적으로는 전쟁일뿐이다라는 묘사외엔 거의 다루지 않는다. 건담파이트가 실행된 이유는 아래와 같다.
어느날 인류는 우주에 콜로니를 건조했다.
그리고 힘 있는 사람들과 중추기관은 지구를 버리고 콜로니로 이주해 버린다.
지구에 남은 사람들에게는 대 혼란이 찾아오고 이것은 지구의 전쟁으로 커져나간다.
이렇게 전쟁이 계속되자 콜로니 국가들은 지구에 콜로니 국가의 연합군을 투입하여 전쟁을 종결시키려고 한다.
결국 콜로니 국가들은 지구에서의 전쟁을 종결시킨다.
그러나 얼마 가지않아 세계의 주도권을 두고 콜로니 국가간의 전쟁이 시작될 위기에 놓인다.
이에 E.C.듀서는 건담파이트를 제안하고, 콜로니 국가들의 동의하에 전쟁대신 건담파이트를 택하게 된다.

### 건담파이트 연표
1회. F.C. 08
네오 그리스의 헤로다 디오니소스가 발칸 건담으로 우승한다.
2회. F.C. 12
네오 아메리카의 피아 필라델이 건담 프리덤으로 우승한다.
3회. F.C. 16
네오 이집트의 다하르 무하만드가 파라오 건담 3세로 우승한다.
(그러나 4년뒤 네오차이나 대표인 사이 페이롱에게 대패하며 그것도 모자라 사고에 휘말려 사망에 이르게 된다.)
4회. F.C. 20
네오 차이나의 사이 페이롱이 페이롱 건담으로 우승한다.
(전대회 우승자인 다하르가 파오건담4세를 이끌고 나오지만 쓰러뜨리고 대회 우승을 차지하며 다하르는 사망 그리고 훗날 페이롱의 손자인 사이사이시에게 D.G세포에 감염된 모습으로 나타나 결전을 벌인다.)
5회. F.C. 24
네오 프랑스의 페르난도 느와르가 바론 건담으로 우승한다.
6회. F.C. 28
네오 이탈리아의 빅토리아 아르젠토가 허리케인 건담으로 우승한다.
(4년뒤 7회 건담파이트에서 흑막인 닥터카오스와 손잡고 세계를 지배할 모략을 꾸미며 해당대회에선 다른 네오 이탈리아대표에게 건담파이트 대표자리를 넘기며 자신은 건담파이트 결승장에서 닥터카오스를 도와 그를 막으려는 세력을 저지하고 자신의 계획을 실행 시키려 하고 있었다. 그후 셔플동맹, 월프를 제외하고 닥터카오스 휘하에 들어간 모든 건담파이터들, 참고로 거기엔 네오 이탈리아, 네오 그리스 파이터가 주축이며 네오 잉글랜드 네오 인도파이터도 포함되었으며 그 건담파이터들과 함께 셔플동맹과 월프를 위기에 빠뜨리나 셔플동맹에게 닥터카오스는 괴멸되며 자신 또한 닥터카오스와 손잡은 월프에게 닥터카오스의 휘하 건담파이터들과 함께 패배한다. 그리고 닥터카오스에게 육체개조를 받아 강해졌지만 후에 부작용으로 급 늙어버린다. 외모는 쥐상에 꽤나 야비하고 교만한 귀족을 닮았으며 성격 또한 교활하고 치사하다.)
7회. F.C. 32
네오 도이치의 월프 라인리히가 카이저 건담으로 우승한다.
(G건담 외전 7th가 해당대회 내용이며 거기엔 셔플동맹의 젊을적 모습과 슈바르츠 브루더의 진짜 정체인 월프가 활약한다. 닥터카오스를 막기 위해 남극으로 간 셔플동맹은 결국 건담들이 타격을 입어 결승회장에 가지 못하고 월프가 결승장에서 닥터카오스와 손잡은 모든 건담파이터들을 모두 쓰러뜨리고 혼자남아 사실상 우승하게 된다. 젊을적이지만 마스터아시아를 유일하게 이긴 인물이며 훗날 제13회 건담파이트 대표로 출전하지만 데빌건담에게 패하면서 월프는 사망하게 되고 쿄우지가 남은 힘을 짜내 그를 자신의 복제품인 슈바르츠 브루더로 재탄생 시키게 된다. 기본적인 슈바르츠 브루더의 격투술은 월프의것이며 쿄우지의 두뇌가 더해져 한층 더 강력한 캐릭터가 된다.)
8회. F.C. 36
네오 러시아의 스키레이 지리노프스가 코사크 건담으로 우승한다.
9회. F.C. 40
네오 잉글랜드의 젠틀 채프먼이 브리튼 건담으로 우승한다.
10회. F.C. 44
네오 잉글랜드의 젠틀 채프먼이 브리튼 건담으로 우승한다.
11회. F.C. 48
네오 잉글랜드의 젠틀 채프먼이 브리튼 건담으로 우승한다.
F.C. 52
네오 잉글랜드의 3연승으로 다시 전쟁의 기운이 싹트자 건담 파이트가 4년 연기된다.
12회. F.C. 56
네오 홍콩의 마스터 아시아가 쿠론 건담으로 우승한다.
13회. F.C. 60
네오 재팬의 도몬 캇슈가 갓 건담으로 우승한다.